# Cột Đức Mẹ ở Kutná Hora
Cột Đức Mẹ ở Kutná Hora (tiếng Séc: Mariánský sloup ve městě Kutná Hora, tên khác: Cột bệnh dịch (Morový sloup)) là một trong những tượng đài tôn giáo nổi tiếng về Đức Mẹ, tọa lạc ở phố Šultysova tại thành phố Kutná Hora, vùng Trung Bohemia, Cộng hòa Séc. Tượng đài này có tên trong danh sách các di tích văn hóa của Cộng hòa Séc.

## Lịch sử
Cột Đức Mẹ ở Kutná Hora được xây dựng vào giai đoạn 1713 - 1715, nhằm bày tỏ lòng biết ơn chân thành đối với Mẹ Maria, vì Ngài đã phù hộ cho người dân thành phố Kutná Hora vượt qua trận dịch hạch khủng khiếp từng khiến hơn một nghìn người chết vào năm 1713. Tác giả tượng đài này là František Baugut. Ông vừa là một nhà điêu khắc vừa là một tu sĩ Dòng Tên.

## Mô tả
Bức tượng phong cách Baroque ở trên đỉnh cột khắc họa hình ảnh Đức Mẹ vô nhiễm nguyên tội. Phần cột được trang trí bằng hình ảnh các thiên thần. Xung quanh phần bệ tượng đài có những bức tượng của 6 vị thánh: Thánh Charles Borromeo, Thánh Sebastian, Thánh Roch thành Montpellier, Thánh Francis Xavier, Thánh Norbert, Thánh Barbara. Ngoài ra còn có một số bức phù điêu khắc họa hình ảnh về: Lễ Truyền tin, Thánh Mary Magdalene, Thánh Jan Nepomucký và Thánh Đa Minh.